# سيسيل ميخائيلس
سيسيل ميخائيلس (بالإنجليزية: Cecil Michaelis)‏ هو رسام جنوب أفريقي، ولد في 19 أغسطس 1913، وتوفي في 3 مايو 1997.